# Bayerischer Staatsminister für Bundesangelegenheiten und Medien
Der Bayerische Staatsminister für Bundesangelegenheiten und Medien ist ein Staatsminister in der Staatskanzlei des Freistaates Bayern mit Sitz in München. Vor der Landtagswahl im Oktober 2018 trug das Amt den Namen Bayerischer Staatsminister für Digitales, Medien und Europa, bis Januar 2021 dann den Namen Bayerischer Staatsminister für Bundes- und Europaangelegenheiten und Medien.
Im November 2018 übernahm das neu geschaffene Bayerische Staatsministerium für Digitales die Zuständigkeit für „die Grundsatzangelegenheiten und die Koordinierung der Digitalisierung Bayerns“. Zudem übernahm es vom Staatsministerium der Finanzen, für Landesentwicklung und Heimat die Digitalisierung der Verwaltung.

## Aufgaben und Besonderheiten des Ministers
Der Staatsminister für Bundesangelegenheiten und Medien ist, neben seiner Funktion als Leiter der Staatskanzlei, zuständig für alle Bundesangelegenheiten. Ergänzt wird sein Aufgabenfeld um den Bereich der Medien. Für Grundsatzangelegenheiten und die Koordinierung der Digitalisierung Bayerns, die vorher in der Staatskanzlei angesiedelt waren, ist jedoch seit dem 12. November 2018 das neu geschaffene Bayerische Staatsministerium für Digitales zuständig. Ebenfalls in dieses neue Ressort fallen die Zuständigkeiten für die Filmförderung und -politik sowie digitale Unterhaltung (Games).
Nach der Ernennung von Melanie Huml zur Staatsministerin für Europaangelegenheiten und Internationales fiel die Zuständigkeit für Europa weg.
Der Staatsminister erfüllt seine Aufgaben in Übereinstimmung mit den vom Ministerpräsidenten bestimmten Richtlinien der Politik selbstständig und unter eigener Verantwortung gegenüber dem Landtag. Dabei verfügt er im Rahmen seiner Aufgaben über das Personal und die Haushaltsmittel der Staatskanzlei. Aufgabenfelder des Staatsministers stellen der Bereich Bundesangelegenheiten und der Bereich der Medien, wie z. B. Rundfunk, dar.

## Dienstsitze
- Hauptdienstsitz ist die Bayerische Staatskanzlei am Franz-Josef-Strauß-Ring 1 in München.
- Ein weiterer Dienstsitz ist die Vertretung des Freistaates Bayern beim Bund in der Behrenstraße 21/22, 10117 Berlin.